# Coral Ahots-Argiak
La Coral Ahots-Argiak es una asociación amateur formada por una treintena de voces mixtas de diversas edades de Vitoria y que nació en 1997. Desde 2012 organiza el evento solidario "Un concierto, una causa" para dar voz a asociaciones de personas enfermas del territorio histórico de Álava.

## Historia

### Coro Ahots
Esta agrupación de música coral nace en el año 1997 con el nombre de “Coro Ahots”, fruto del entusiasmo y de las ganas de cantar de un grupo de alumnos y alumnas de música y de la propia directora y profesora, Mamen Daubagna Arregui.

### Coral Ahots-Argiak
En 2006 emprende una nueva etapa con la incorporación a la Federación Alavesa de Coros y un claro propósito: darse a conocer en un ámbito territorial más amplio. Desde este momento la formación coral pasa a llamarse “Coral Ahots-Argiak”, Coral de Voces Claras en castellano.
Destaca su participación anual en el Programa "Vital por Álava" de la Fundación Vital-Kutxabank; "Abierto por Concierto", de la Fundación Catedral Santa María de Vitoria. A lo largo de su historia ha ofrecido conciertos por gran parte del territorio nacional. Algunos de los certámenes en los que han participado son: Antigua Abesbatza Lehiaketa 2011; Federica's Week de Bérgamo (Italia) 2012; Festival Internacional Coral de Malgrat de Mar 2013; XVII Festival Masas Corales “José María Díaz Bardales de Gijón” 2013; XXIII Certamen Nacional de Villancicos de Santo Domingo de la Calzada 2013; Encuentro Coral en Cáceres 2014; II Encuentro Coral 'Ciudad de Barbastro' 2015; I Ciclo de Música Coral de Santillana del Mar; II Encuentro Coral "Kanta Getxo Kanta" 2016. 50 aniversario de la creación de la Facultad de Teología de Vitoria.
El 8 de julio de 2017 celebra en Vitoria su 20.º aniversario con un concierto con danza e ilustración en vivo. A lo largo de estos 20 años, más de 110 voces han formado parte de esta coral.

### Directora
Desde pequeña, Mamen Daubagna Arregui sintió la pasión por la música. Con solo siete años dirigió una orquesta y manifestó su deseo de ser “música”. Este sueño de su infancia se hizo realidad a los 19 años cuando se examinó en el Conservatorio Jesús Guridi de Vitoria, obteniendo el Grado Superior de Piano. Desde entonces ha ofrecido conciertos, compaginándolos con la docencia, actividad a la que dedica su vida profesional. Daubagna realiza también arreglos para música coral de partituras clásicas y contemporáneas.

### Un concierto una causa
Desde 2012, la coral Ahots-Argiak organiza anualmente el programa “Un concierto, Una causa”, que persigue como objetivo dar voz a las asociaciones de personas enfermas del territorio histórico de Álava a través de la música.

## Premios y reconocimientos
- Primer premio en el Primer certamen de coros de la Cofradía de San Prudencio, "Ángel de la Paz", abril de 2017.[22][23]
- Tercer Premio en el Festival Internacional Coral de Malgrat de Mar 2013.[24]
- Premio Buber Sariak 2013 a la mejor web/proyecto solidario.[25]